# Michel Abonneau
Michel Abonneau dit Abonnux ou Père'Ab (né en 1937, mort en 1983), est un spéléologue français, instructeur fédéral qui a développé l'enseignement de la spéléologie.

## Biographie
Michel Abonneau est né le 25 septembre 1937 à Saint-Yrieix-la-Perche dans la Haute-Vienne. Il est décédé le 6 décembre 1983 d'un accident de la route à Auxerre.

## Activités spéléologiques
Avec ses homologues Serge Aviotte, Jean-Claude Dobrilla, Georges Marbach, il a su faire passer dans les mœurs l'apprentissage des nouvelles techniques dans les différents stages de l'École française de spéléologie notamment. Il a ainsi été le premier cadre à utiliser la technique du Jumar et à demander l'usage systématique de la longe double, lors d'un stage à Vallon-Pont-d'Arc en 1969.
Michel Abonneau participe, au début de sa carrière, aux activités du Spéléo-club Poitevin à partir de 1954 ; puis il effectue de nombreuses plongées souterraines dans les départements de la Vienne et des Deux-Sèvres, entre 1962 et 1967.
En 1966, à la suite de R. Séronie-Vivien, il assume la responsabilité de Délégué de la Fédération française de spéléologie pour la Région Sud-Ouest ; il siège au Conseil fédéral.

## Sources et références
- « Les grandes figures disparues de la spéléologie française », Spelunca (Spécial Centenaire de la Spéléologie), no 31,‎ juillet-septembre 1988, p. 15
- Delanghe Damien, Médailles et distinctions honorifiques (document PDF), in : Les Cahiers du CDS no 12, mai 2001.
- Association des anciens responsables de la fédération française de spéléologie : In Memoriam.

1. ↑  État civil sur le fichier des personnes décédées en France depuis 1970